# 劉訥言
刘讷言（?—?），又作刘纳言，唐朝官员。
乾封年间，担任都水监主簿，以《汉书》教授沛王李贤。李贤被册封为为皇太子，刘讷言担任太子洗马，兼侍读。曾经撰写《俳谐集》十五卷，献给太子，取得太子欢心。李贤被废，唐高宗见到《俳谐集》大怒。下诏责备刘讷言：“刘纳言收其余艺，参侍经史，自府入宫，久淹岁月，朝游夕处，竟无匡赞。阙忠孝之良规，进诙谐之鄙说，储宫败德，抑有所由。情在好生，不忍加戮，宜从屏弃，以励将来。可除名。”刘讷言后因事流放到海南岛的振州而死。